# 아르니스 메드니스
아르니스 메드니스(Arnis Mednis, 1961년 10월 18일 ~ )는 라트비아의 가수이다. 유로비전 송 콘테스트 2001에서 라트비아 대표로 참가했다.